# Joaquim Carlos Carvalho
Joaquim Carlos Carvalho OSB (ur. 20 lipca 1954 w Mineiros) – brazylijski duchowny katolicki, biskup  Jataí od 2024.

## Życiorys
2 lutego 1982 otrzymał święcenia kapłańskie w Zakonie Świętego Benedykta. Pracował w klasztorze w rodzinnym mieście jako m.in. ekonom, proboszcz i wikariusz parafii oraz jako dyrektor kolegium. Był też wikariuszem generalnym diecezji Jataí oraz jej tymczasowym administratorem.
18 listopada 2023 papież Franciszek mianował go biskupem diecezji Jataí. 
27 stycznia 2024 w Katedrze św. Łucji w Mineiros otrzymał święcenia biskupie. Głównym konsekratorem był arcybiskup João Justino de Medeiros Silva.  